# Chamaesphecia aerifrons aerifrons
Chamaesphecia aerifrons aerifrons é uma subespécie de insetos lepidópteros, mais especificamente de traças, pertencente à família Sesiidae.
A autoridade científica da subespécie é Zeller, tendo sido descrita no ano de 1847.
Trata-se de uma subespécie presente no território português.